# Kopacivka, Volociîsk
Kopacivka (în ucraineană Копачівка) este localitatea de reședință a comunei Kopacivka din raionul Volociîsk, regiunea Hmelnîțkîi, Ucraina.

## Demografie
Componența lingvistică a localității Kopacivka
     Ucraineană (97,98%)
     Rusă (1,8%)
     Alte limbi (0,11%)
Conform recensământului din 2001, majoritatea populației localității Kopacivka era vorbitoare de ucraineană (97,98%), existând în minoritate și vorbitori de rusă (1,8%).